# Liutidol, Vrața
Liutidol (în bulgară Лютидол) este un sat în comuna Mezdra, regiunea Vrața,  Bulgaria. 

## Demografie
Componența etnică a satului Liutidol
     Bulgari (98,43%)
     Nicio identificare (1,56%)
     Altele (0%)
La recensământul din 2011, populația satului Liutidol era de 255 locuitori. Din punct de vedere etnic, majoritatea locuitorilor (98,43%) erau bulgari. Pentru 1,56% din locuitori nu este cunoscută apartenența etnică.